# Hrobka Kinských (Budenice)
Rodinná hrobka Kinských v Budenicích je klasicistní pohřební kaple šlechtického rodu Kinských z let 1836–1841 (nebo 1837–1842) v katastrálním území obce Jarpice, pod které Budenice spadají. Nachází se v areálu hřbitova za poutním kostelem svatého Isidora Madridského. Ke hřbitovu vede barokní kaštanová alej, která spojuje Zlonice a zámek Budenice v Budeničkách. Hrobka byla v roce 2020 převedena z majetku státu do majetku Kinských a je památkově chráněná.

## Historie
Kinští koupili Budenice v roce 1748, sousední Zlonice vlastnili už od roku 1721. Impulsem pro výstavbu rodové hrobky na zlonickém panství se stalo úmrtí českého vlastence a rakouského diplomata Rudolfa, 6. knížete Kinského z Vchynic a Tetova (1802–1836), který zemřel v Linci na tyfus ve věku 33 let. Projekt zadala vdova Vilemína Alžběta, rozená Colloredo-Mannsfeldová (1804–1871) a zpracoval ho architekt Heinrich (Jindřich) Koch (1781–1861), který se stal knížecím vrchnostenským stavitelem Kinských a pracoval i na mnohých jiných zakázkách pro Kinské (např. letohrádek Kinských na Smíchově nebo Nový zámek v Kostelci nad Orlicí). Stavba proběhla v letech 1836–1841 nebo 1837–1842 a dohlížel na ni stavitel Antonín Merksbauer. Hrobka byla vysvěcena 12. května 1840. K úpravám kaple došlo v letech 1908–1910.
V roce 1945 byl majetek knížecí větve Kinských zkonfiskován na základě Benešových dekretů a rodina odešla do zahraničí. Bez údržby stavba začala rychle chátrat. V devadesátých letech 20. století (1996–1998) vlastník – Česká republika přistoupil k nejnutnějším opravám, proto do hrobky přestalo zatékat. V roce 2020 byla hrobka bezúplatně převedena do majetku Františka Kinského z kostelecké větve. V hrobce se pohřbívá dodnes.

### Důležitá data

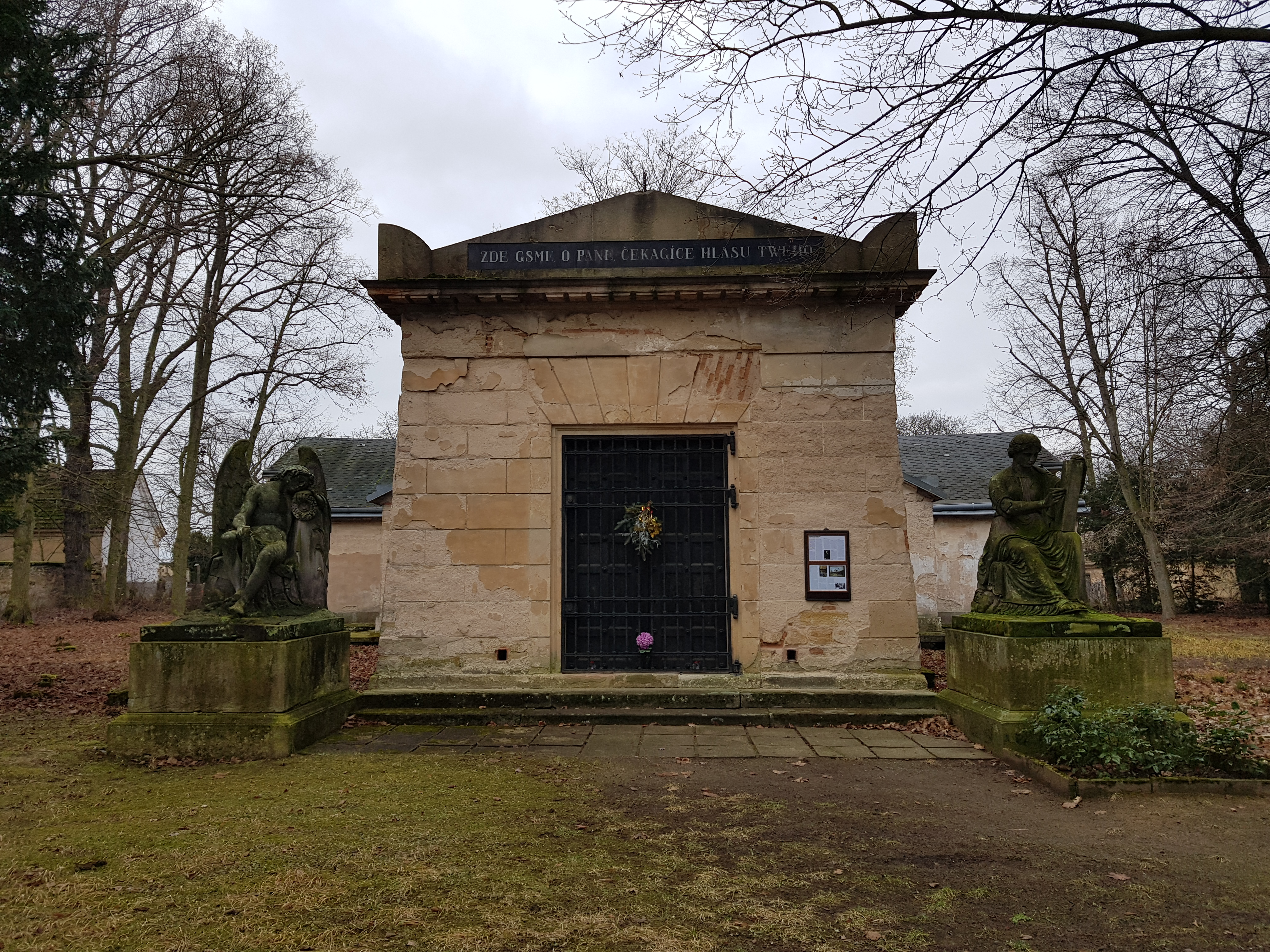
Průčelí hrobky

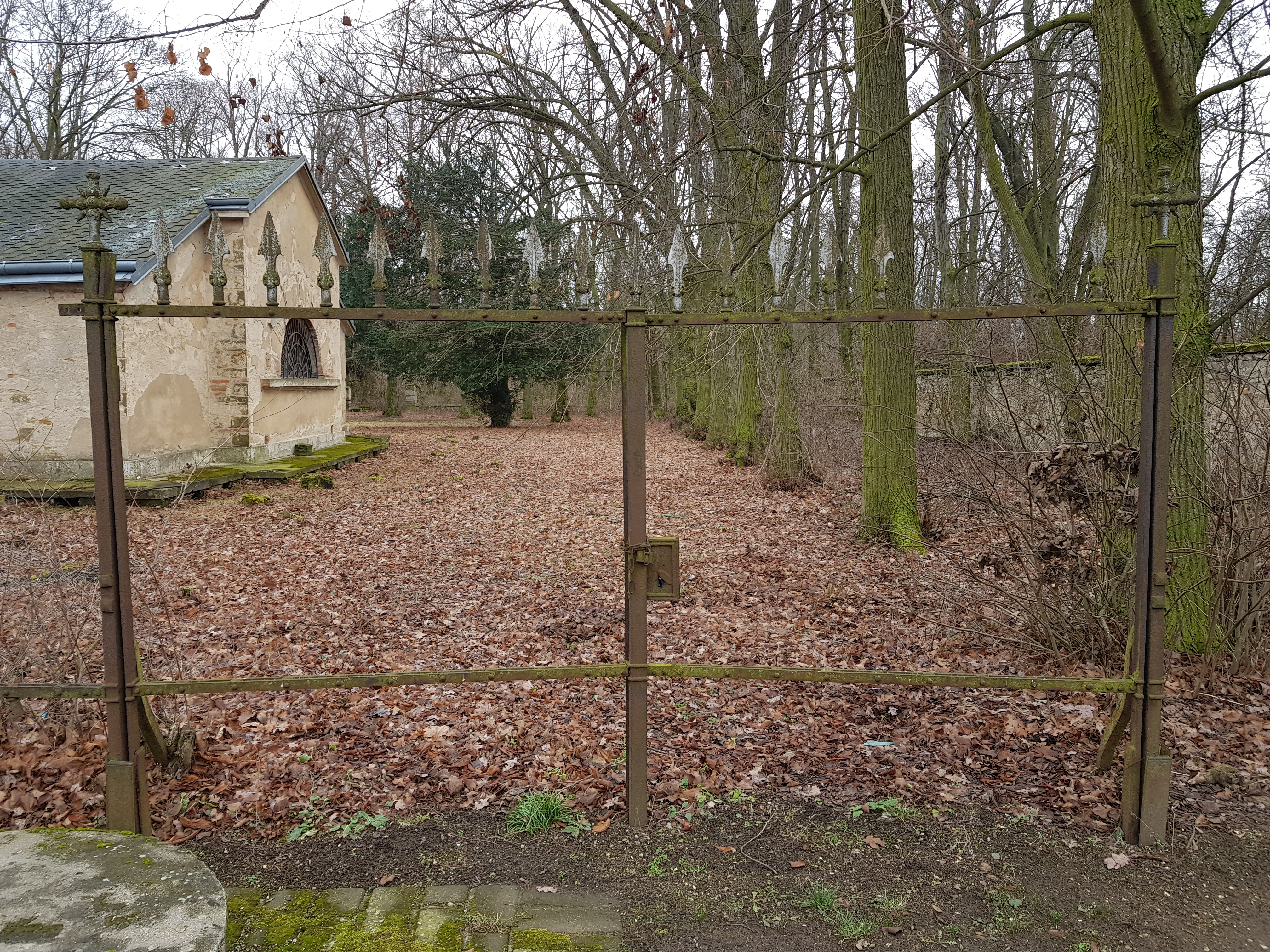
Zbytky brány a mřížoví

Přehled představuje mezníky v projektu a výstavbě hrobky.
- 27. 1. 1836 úmrtí Rudolfa, 6. knížete Kinského z Vchynic a Tetova
- 23. 10. 1836 objednávka návrhu hrobky u Heinricha Kocha
- 10. 12. 1836 zpracování rozpočtu
- únor 1837 nárys průčelí
- jaro 1837 zahájení stavby pod vedením Antonína Merksbauera
- červen 1837 smlouva s kameníkem Vincencem Smolíkem
- 1838 kamenické práce z žehrovického pískovce provedené Vincencem Smolíkem
- 1839 zajišťování mramorových desek kamenickým mistrem Krannerem
- 11. 3. 1840 odeslání Kässmanových oltářních soch z Vídně do Budenic
- 24. 4. 1840 přípis ohledně českého nápisu
- 12. 5. 1840 vysvěcení hrobky
- 1840 přenesení rakví do hrobky
- červenec 1840 splátka účtů za kamenické práce z mramoru pro Krannera
- 1840 nárys mříže a brány Heinrichem Kochem
- 1840 smlouva o provedení mříže a brány u zámečnického mistra Franze Ferstela
- 1840 parková úprava podle návrhu smíchovského zahradníka Wünschera
- 1840 modelování křížů a svícnů pro hrobku ve Vídni a jejich odlití v komárovských železárnách
- 1840 zhotovení lavic pražským truhlářem Lorenzem
- 5. 4. 1841 posvěcení oltářního kamene pražským biskupem Františkem Tippmannem
- 1842 břidlicová střecha drážďanské firmy Friedricha Streubla
- 1907 úprava remízu kolem hrobky podle návrhu vídeňského inspektora Maxwalda
- 1945 konfiskace majetku knížecí větve Kinských
- 2020 převedení hrobky z majetku státu do majetku Kinských z kostelecké větve

## Architektura a sochařská výzdoba

### Exteriér

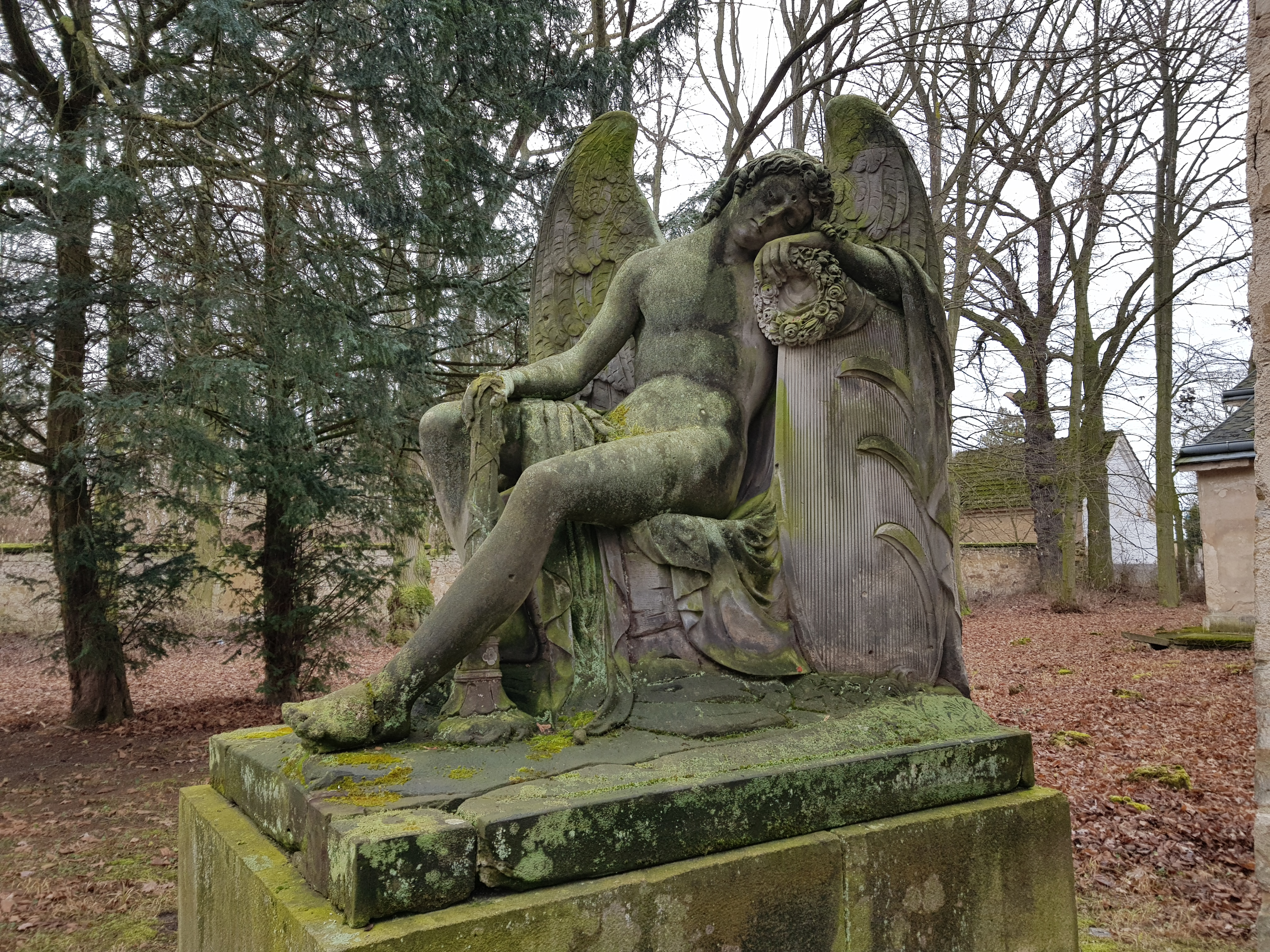
Thanatos, socha vlevo

Hrobka ve stylu pozdního klasicismu, která je částečně zahloubena pod zemský povrch, má formu kaple na půdorysu řeckého kříže, v místě křížení lodi je sklenutá prosklenou kupolí, která vnitřní prostor osvětluje. Východním směrem je kaple prodloužena o vstupní prostor, který je užší než sama loď, půdorys celé stavby je de facto ve formě latinského kříže.
Na konci severního, jižního a západního ramene řeckého kříže je půlkruhové okno, které je paprsčitě členěno. Doplňuje ho podokenní římsa a ve zvýrazněném klenebním oblouku se střídá reliéfně výraznější žlutý klenák s nevýrazným bílým.

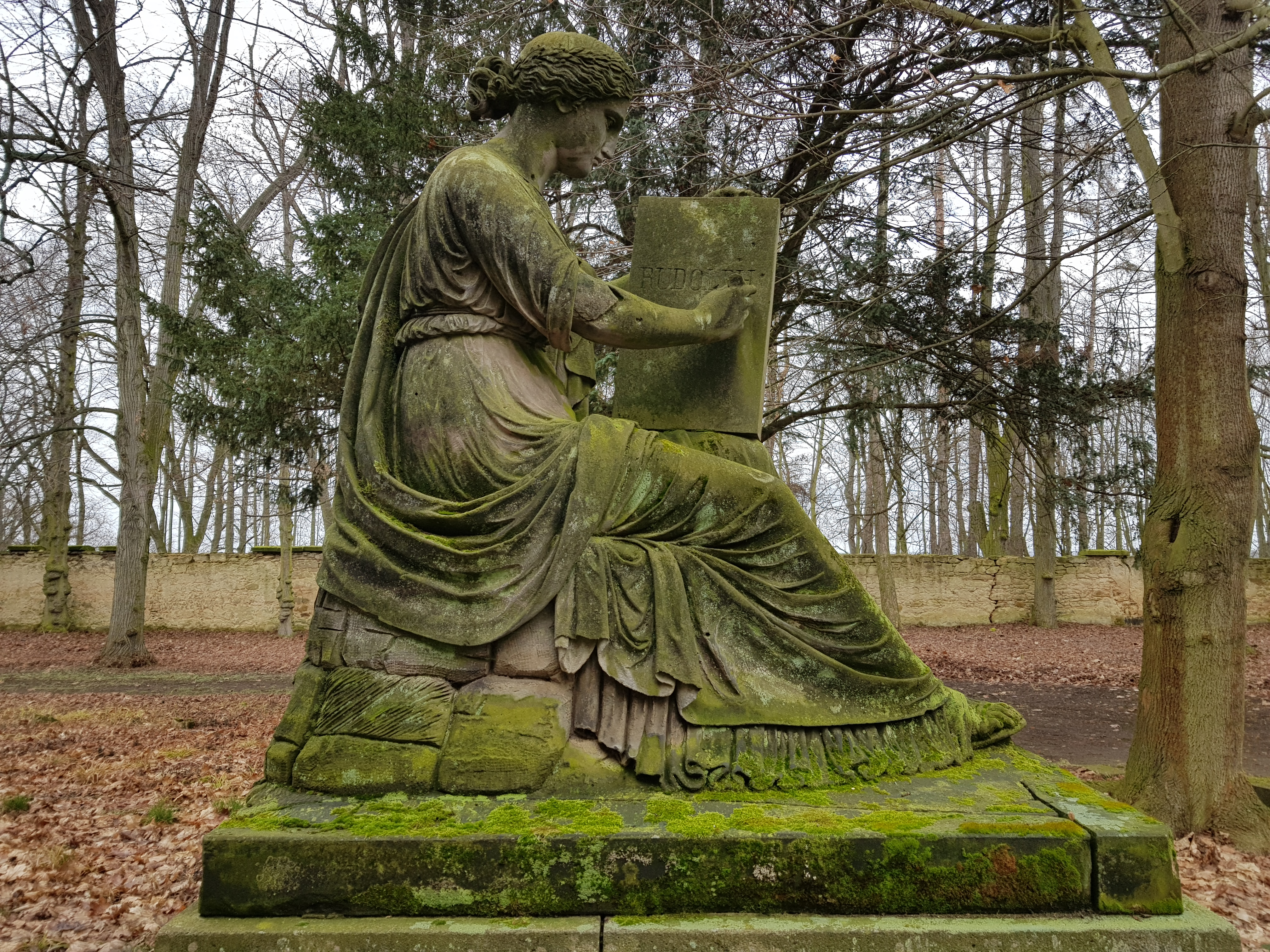
Alegorie Historie, socha vpravo

Východní vstupní průčelí zdobí v omítce rustika. Na tympanonu je nápis ZDE GSME, O PANE, ČEKAGÍCE HLASU TWÉHO (Zde jsme, ó Pane, čekajíce hlasu Tvého). Zachovala se nárožní akroteria v dórském řádu, existenci ústředního v současnosti dokazuje už jen ocelový prut. Před vchodem jsou na pískovcových podstavcích umístěny dvě alegorické postavy. Po levé straně se nachází Thanatos, bůh smrti se skloněnou hlavou, zavřenýma očima a andělskými křídly. Sedí na kamenné židli a opírá se o štít s erbem rodu Kinských. V pravé ruce drží zhasnutou pochodeň, v levé věnec. V místě beder má nedbale přehozené roucho. Vpravo od vchodu se nachází postava ženy – alegorie Historie (Slávy) v antickém rouchu a vlasy sepnutými do drdolu podle římského vzoru, která sedí na stylizované hromadě kamení. Levou rukou přidržuje kamennou desku, na kterou zapisuje jméno Rudolph, čímž tak odkazuje na knížete Rudolfa, pro kterého byla hrobka vystavena. Autorem vnější i vnitřní sochařské výzdoby byl Josef Max (1804–1855), který také vytvořil sousoší sv. Václava, sv. Norberta a sv. Zikmunda nebo sv. Josefa s Ježíškem a sochu sv. Jana Křtitele na Karlově mostě v Praze, jezdecký pomník císaře Františka I. na vltavském nábřeží v Praze nebo reliéfy na pomníku Přemysla Oráče ve Stadicích.
Okolí hrobky má parkovou úpravu. Mezi kostelem a kaplí býval mřížový plot z litiny a železa.

### Interiér

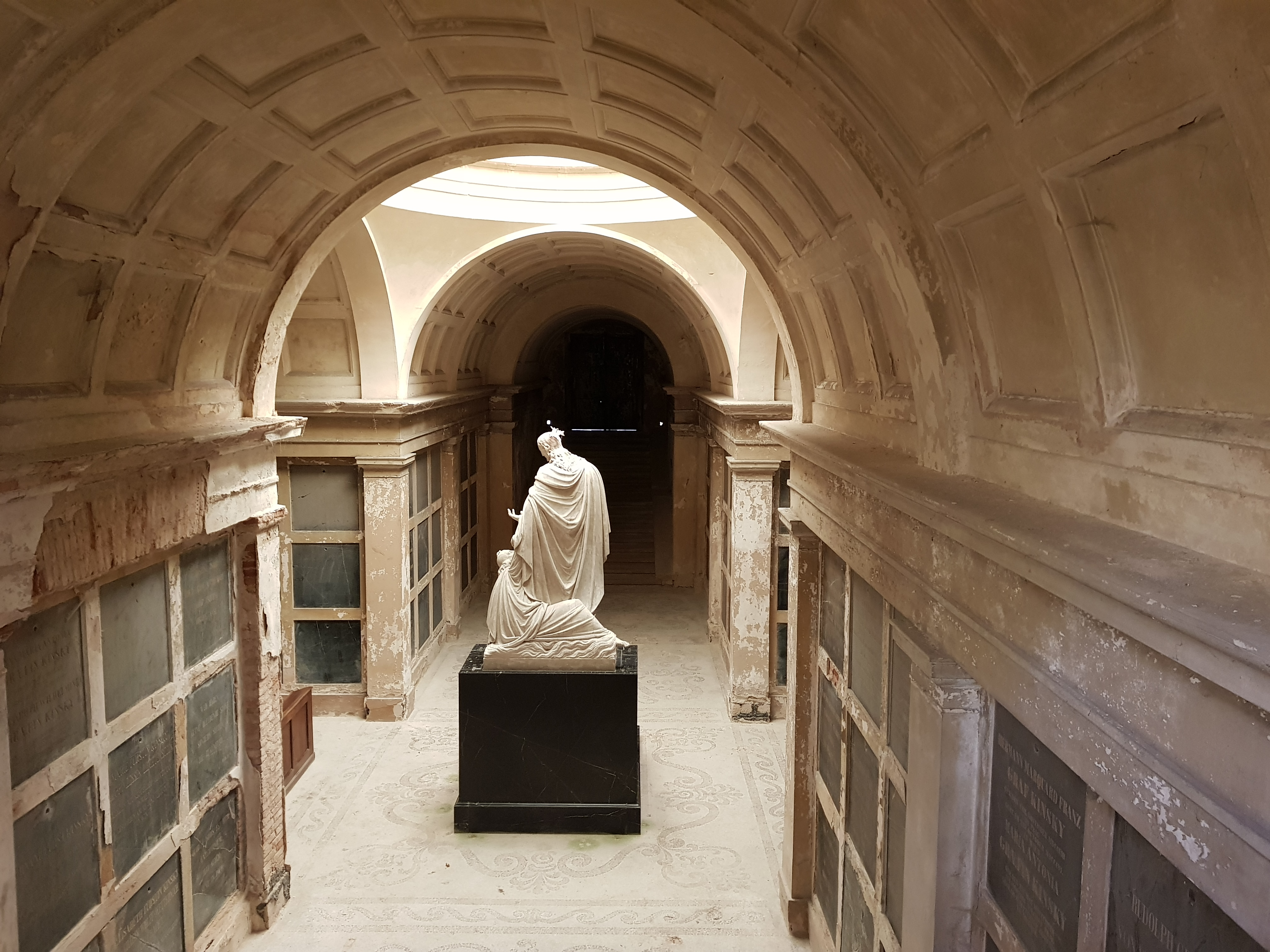
Pohled oknem do interiéru

Uprostřed kaple pod kopulí se na oltáři nachází sousoší Malověrný, proč jsi pochyboval?, která představuje Ježíše Krista zachraňujícího svatého Petra z vln (Mt, 14, 24-34). Bílé sousoší kontrastuje s menzou z leštěného černého mramoru. Autorem byl opět Josef Max nebo Josef Käsmann. Možná na tomto sousoší pracovali oba. V roce 1996 (1998) bylo sousoší restaurováno.
Podlaha je tvořena jemnou mozaikou z oblázků, která je poskládána do různých florálních motivů a rozvilin. Hrobka je ve všech částech zaklenuta valenou klenbou, ve čtyřech ramenech řeckého kříže je i s kazetováním. Jednotlivé kazety jsou bez vnitřní malby a reliéfu.
V bočních lodích se nachází celkem osm lavic. V hrobce je 144 pohřebních komor. Nebožtíci jsou pochováni v rakvích za velkými deskami z černého mramoru se jménem zesnulého, případně s krátkými úryvky Starého a Nového zákona.

## Seznam pochovaných
Dne 21. května 1840 byly do hrobky přeneseny ostatky členů rodiny z původní staré hrobky i z hrobky hartmanské. V levé části hrobky jsou pochováni příslušníci kostelecké větve, potomci hraběte Josefa Kinského (1806–1862), v pravé části pak následovníci knížete Rudolfa Kinského (1802–1836), kteří spravovali zlonické panství. 
Stát neumožnil, aby byl v hrobce pochován František Oldřich Kinský (1936–2009), který se neúspěšně snažil restituovat majetek v České republice, mj. i Palác Kinských na Staroměstském náměstí v Praze, ani jeho příbuzný – bankéř Johannes Kinský (1964–2008).

### Chronologicky podle data úmrtí (výběr)
V tabulce jsou uvedeny základní informace o pohřbených. Fialově jsou vyznačeni příslušníci rodu Kinských, žlutě jsou vyznačeny manželky přivdané do rodiny. Zeleně jsou vyznačeny osoby, které byly původně pohřbeny ve starší hrobce v kostele sv. Isidora. Červeně jsou zvýrazněna knížata. Modře jsou vyznačeni příslušníci kostelecké hraběcí větve (včetně manželek). Generace jsou počítány od Jana Dlaska Vchynského († 1521). U manželek je generace v závorce a týká se generace manžela. V hrobce jsou uloženy ostatky přibližně čtyřiceti členů rodu, mezi nimi:
| Pořadí | Gene-race         | Jméno pohřbeného                                   | Datum a místo narození                          | Otec                                                                                         | Datum a místo sňatku, choť                                                                                              | Pohřeb a uložení do hrobky | Poznámky |
| Pořadí | Gene-race         | Jméno pohřbeného                                   | Datum a místo úmrtí                             | Matka                                                                                        | Datum a místo sňatku, choť                                                                                              | Pohřeb a uložení do hrobky | Poznámky |
| ------ | ----------------- | -------------------------------------------------- | ----------------------------------------------- | -------------------------------------------------------------------------------------------- | --- | --- | --- |
| 1.     | 8.                | František Oldřich (II.) Kinský z Vchynic a Tetova  | 23. 7. 1726 Zlonice                             | Filip Josef Kinský 1. 5. 1700 Praha – 12. 1. 1749 Vídeň                                      | 14. 4. 1749 Vídeň: Marie Sidonie z Hohenzollern-Hechingenu 24. 2. 1729 Freiburg im Breisgau – 28. 4. 1815 Vídeň         | Pohřben v Budenicích. V souladu s poslední vůlí byl do rakve uložen v uniformě polního maršála.                                                                                                  | 3. kníže Kinský (1752–1792), polní maršál (1778), účastník bitvy u Lovosic (1756) a Kolína (1757), nositel Vojenského řádu Marie Terezie (1758), rytíř Řádu zlatého rouna (1771). Majitel panství Česká Kamenice, Zlonice, Choceň, Rosice, Mšeno, statků Hospozín, Martiněves a paláce Kinských (od 1768) na Staroměstském náměstí v Praze. |
| 1.     | 8.                | František Oldřich (II.) Kinský z Vchynic a Tetova  | 18. 12. 1792 Praha                              | Marie Karolína z Martinic 2. 1. 1700 Modena – 12. 5. 1785 Vídeň                              | 14. 4. 1749 Vídeň: Marie Sidonie z Hohenzollern-Hechingenu 24. 2. 1729 Freiburg im Breisgau – 28. 4. 1815 Vídeň         | Pohřben v Budenicích. V souladu s poslední vůlí byl do rakve uložen v uniformě polního maršála.                                                                                                  | 3. kníže Kinský (1752–1792), polní maršál (1778), účastník bitvy u Lovosic (1756) a Kolína (1757), nositel Vojenského řádu Marie Terezie (1758), rytíř Řádu zlatého rouna (1771). Majitel panství Česká Kamenice, Zlonice, Choceň, Rosice, Mšeno, statků Hospozín, Martiněves a paláce Kinských (od 1768) na Staroměstském náměstí v Praze. |
| 2.     | 9.                | Josef Arnošt Kinský z Vchynic a Tetova             | 12. 1. 1751 Vídeň                               | František Oldřich Kinský                                                                     | 23. 4. 1777 Vídeň: Marie Rosa z Harrachu                                                                                | Pohřben v Budenicích. | 4. kníže Kinský (1792–1798), majitel panství Zlonice, Kostelec nad Orlicí (od 1796) a Peruc. |
| 2.     | 9.                | Josef Arnošt Kinský z Vchynic a Tetova             | 11. 8. 1798 Praha                               | Marie Sidonie z Hohenzollern-Hechingenu 24. 2. 1729 Freiburg im Breisgau – 28. 4. 1815 Vídeň | 23. 4. 1777 Vídeň: Marie Rosa z Harrachu                                                                                | Pohřben v Budenicích. | 4. kníže Kinský (1792–1798), majitel panství Zlonice, Kostelec nad Orlicí (od 1796) a Peruc. |
| 3.     | 11.               | Heřman Kinský z Vchynic a Tetova                   | 1803                                            | Ferdinand Jan Kinský                                                                         | | Pohřben 29. 10. 1806 v knížecí kryptě za velkým oltářem v kostele sv. Isidora. | Zemřel ve věku 3 let. |
| 3.     | 11.               | Heřman Kinský z Vchynic a Tetova                   | 24. 10. 1806 Vídeň                              | Marie Charlotta z Kerpenu                                                                    | | Pohřben 29. 10. 1806 v knížecí kryptě za velkým oltářem v kostele sv. Isidora. | Zemřel ve věku 3 let. |
| 4.     | 10.               | Ferdinand Jan Nepomuk Kinský z Vchynic a Tetova    | 4. 12. 1781 Vídeň                               | Josef Arnošt Kinský 12. 1. 1751 Vídeň – 11. 8. 1798 Praha                                    | 8. 6. 1801 Praha: Marie Charlotta z Kerpenu                                                                             | Pohřben 6. 11. 1812 v knížecí kryptě. | 5. kníže Kinský (1798–1812), mecenáš skladatele Ludwiga van Beethovena. Zemřel tragicky po pádu z koně. Na jeho památku byla zbudována pohřební kaple sv. Kříže ve Veltrusích. |
| 4.     | 10.               | Ferdinand Jan Nepomuk Kinský z Vchynic a Tetova    | 3. 11. 1812 Veltrusy                            | Marie Rosa z Harrachu 25. 11. 1758 Vídeň – 31. 3. 1814 Vídeň                                 | 8. 6. 1801 Praha: Marie Charlotta z Kerpenu                                                                             | Pohřben 6. 11. 1812 v knížecí kryptě. | 5. kníže Kinský (1798–1812), mecenáš skladatele Ludwiga van Beethovena. Zemřel tragicky po pádu z koně. Na jeho památku byla zbudována pohřební kaple sv. Kříže ve Veltrusích. |
| 5.     |                   | Marie Rosa z Harrachu                              | 25. 11. 1758 Vídeň                              | Ferdinand Bonaventura II. z Harrachu 11. 4. 1708 – 28. 1. 1778 Vídeň                         | 23. 4. 1777 Vídeň: Josef Arnošt Kinský                                                                                  | Pohřbena 7. 4. 1814 v knížecí kryptě. | Po otci zdědila panství Náměšť na Hané. Narodily se jí následující děti: - 1. Marie Anna Sidonie, provd. Lobkowiczová (1779–1837, pohřbena v Lobkowiczké hrobce v Hoříně) - 2. Marie Rosa Johanna, provd. Kolowrat-Liebsteinská (1780–1842, pohřbena v kostele Nejsvětější Trojice v Rychnově nad Kněžnou) - 3. Ferdinand Jan (1781–1812; č. 4), 5. kníže - 4. František Josef (1784–1823; zakladatel náměšťské hraběcí větve, pohřben v hrobce Kinských v Náměšti na Hané) |
| 5.     | 31. 3. 1814 Vídeň | Marie Rosa z Harrachu                              | Marie Rosa z Harrachu 20. 8. 1721 – 29. 8. 1785 |                                                                                              | 23. 4. 1777 Vídeň: Josef Arnošt Kinský                                                                                  | Pohřbena 7. 4. 1814 v knížecí kryptě. | Po otci zdědila panství Náměšť na Hané. Narodily se jí následující děti: - 1. Marie Anna Sidonie, provd. Lobkowiczová (1779–1837, pohřbena v Lobkowiczké hrobce v Hoříně) - 2. Marie Rosa Johanna, provd. Kolowrat-Liebsteinská (1780–1842, pohřbena v kostele Nejsvětější Trojice v Rychnově nad Kněžnou) - 3. Ferdinand Jan (1781–1812; č. 4), 5. kníže - 4. František Josef (1784–1823; zakladatel náměšťské hraběcí větve, pohřben v hrobce Kinských v Náměšti na Hané) |
| 6.     | 12.               | Marie Anna Kinská z Vchynic a Tetova               | 8. 6. 1827                                      | Rudolf Kinský                                                                                | | Pohřbena 7. 1. 1828 v knížecí kryptě. | Zemřela ve věku 6 měsíců. |
| 6.     | 12.               | Marie Anna Kinská z Vchynic a Tetova               | 4. 1. 1828 Praha                                | Vilemína Alžběta z Colloredo-Mannsfeldu                                                      | | Pohřbena 7. 1. 1828 v knížecí kryptě. | Zemřela ve věku 6 měsíců. |
| 7.     | 12.               | Antonie Kinská z Vchynic a Tetova                  | 16. 5. 1832                                     | Josef Ervín Kinský                                                                           | | Pochována 6. 9. 1832 v Budenicích. | Zemřela ve věku 15 týdnů. |
| 7.     | 12.               | Antonie Kinská z Vchynic a Tetova                  | září 1832 Mělník                                | Marie Czerninová z Chudenic                                                                  | | Pochována 6. 9. 1832 v Budenicích. | Zemřela ve věku 15 týdnů. |
| 8.     | 11.               | Rudolf Kinský z Vchynic a Tetova                   | 30. 3. 1802 Praha                               | Ferdinand Jan Nepomuk Kinský                                                                 | 12. 5. 1825 Praha: Vilemína Alžběta z Colloredo-Mannsfeldu                                                              | Pohřben 2. 2. 1836. Do nově postavené hrobky pohřben jako první. | 6. kníže Kinský (1812–1836), c. k. komoří, místodržící v Horních Rakousích (prezident v Linci), majitel panství Zlonice, Choceň (od 1824), Horažďovice a Heřmanův Městec. Na Staroměstském náměstí v Praze rozšířil palác Kinských. Na svahu Petřína založil zahradu Kinských s letohrádkem Kinských. Zemřel na tyfus. |
| 8.     | 11.               | Rudolf Kinský z Vchynic a Tetova                   | 27. 1. 1836 Linec                               | Marie Charlotta z Kerpenu                                                                    | 12. 5. 1825 Praha: Vilemína Alžběta z Colloredo-Mannsfeldu                                                              | Pohřben 2. 2. 1836. Do nově postavené hrobky pohřben jako první. | 6. kníže Kinský (1812–1836), c. k. komoří, místodržící v Horních Rakousích (prezident v Linci), majitel panství Zlonice, Choceň (od 1824), Horažďovice a Heřmanův Městec. Na Staroměstském náměstí v Praze rozšířil palác Kinských. Na svahu Petřína založil zahradu Kinských s letohrádkem Kinských. Zemřel na tyfus. |
| 9.     | 12.               | Alžběta Kinská z Vchynic a Tetova                  | 29. 5. 1831                                     | Rudolf Kinský                                                                                | | Pohřbena v Budenicích 16. 10. 1836. | Zemřela ve věku 5 let. |
| 9.     | 12.               | Alžběta Kinská z Vchynic a Tetova                  | 12. 10. 1836                                    | Vilemína Alžběta z Colloredo-Mannsfeldu                                                      | | Pohřbena v Budenicích 16. 10. 1836. | Zemřela ve věku 5 let. |
| 10.    | (10.)             | Marie Charlotta z Kerpenu                          | 4. 3. 1782 Koblenz                              |                                                                                              | 8. 6. 1801 Praha: Ferdinand Jan Nepomuk Kinský                                                                          | Pohřbena 22. 2. 1841 v knížecí hrobce u sv. Isidora. | Narodily se jí následující děti: - 1. Rudolf (1802–1836), 6. kníže - 2. Heřman (1803–1806) - 3. Josef Ervín (1806–1862) |
| 10.    | (10.)             | Marie Charlotta z Kerpenu                          | 11. 2. 1841 Vídeň                               |                                                                                              | 8. 6. 1801 Praha: Ferdinand Jan Nepomuk Kinský                                                                          | Pohřbena 22. 2. 1841 v knížecí hrobce u sv. Isidora. | Narodily se jí následující děti: - 1. Rudolf (1802–1836), 6. kníže - 2. Heřman (1803–1806) - 3. Josef Ervín (1806–1862) |
| 11.    | 12.               | Marie Karolína Kinská z Vchynic a Tetova           | 8. 3. 1826                                      | Rudolf Kinský                                                                                | | Pohřbena 24. 2. 1842 v Budenicích. | Zemřela ve věku 16 let. |
| 11.    | 12.               | Marie Karolína Kinská z Vchynic a Tetova           | 24. 12. 1842                                    | Vilemína Alžběta z Colloredo-Mannsfeldu                                                      | | Pohřbena 24. 2. 1842 v Budenicích. | Zemřela ve věku 16 let. |
| 12.    | 12.               | Rudolf Kinský z Vchynic a Tetova                   | 14. 8. 1829                                     | Josef Ervín Kinský                                                                           | | Pohřben 29. 1. 1848 v knížecí hrobce. | Zemřel ve věku 19 let na vodnatelnost. |
| 12.    | 12.               | Rudolf Kinský z Vchynic a Tetova                   | 24. 1. 1848 Kostelec nad Orlicí                 | Marie Czerninová z Chudenic                                                                  | | Pohřben 29. 1. 1848 v knížecí hrobce. | Zemřel ve věku 19 let na vodnatelnost. |
| 13.    | 12.               | Karolína Kinská z Vchynic a Tetova                 | 30. 11. 1830                                    | Josef Ervín Kinský                                                                           | | Pohřbena 16. 11. 1861 v knížecí hrobce. | Zemřela ve věku 30 let na vodnatelnost. |
| 13.    | 12.               | Karolína Kinská z Vchynic a Tetova                 | 12. 11. 1861 Kostelec nad Orlicí                | Marie Czerninová z Chudenic                                                                  | | Pohřbena 16. 11. 1861 v knížecí hrobce. | Zemřela ve věku 30 let na vodnatelnost. |
| 14.    | 11.               | Josef Ervín Kinský z Vchynic a Tetova              | 25. 10. 1806 Vídeň                              | Ferdinand Jan Kinský                                                                         | 10. 11. 1828 Vídeň: Marie Czerninová z Chudenic                                                                         | Pohřben 21. 7. 1862 v knížecí hrobce. | Zakladatel mladší kostelecké větve. C. k. major, majitel statku (do roku 1848 panství) Kostelec nad Orlicí a stavebník tamějšího empírového zámku (1829–1833). |
| 14.    | 11.               | Josef Ervín Kinský z Vchynic a Tetova              | 17. 7. 1862 Kostelec nad Orlicí                 | Marie Charlotta z Kerpenu                                                                    | 10. 11. 1828 Vídeň: Marie Czerninová z Chudenic                                                                         | Pohřben 21. 7. 1862 v knížecí hrobce. | Zakladatel mladší kostelecké větve. C. k. major, majitel statku (do roku 1848 panství) Kostelec nad Orlicí a stavebník tamějšího empírového zámku (1829–1833). |
| 15.    | (11.)             | Vilemína Alžběta z Colloredo-Mannsfeldu            | 20. 7. 1804 Vídeň                               | Jeroným Karel z Colloredo-Mansfeldu 30. 3. 1775 Wetzlar – 23. 7. 1822 Vídeň                  | 12. 5. 1825 Praha: Rudolf Kinský                                                                                        | Pohřbena 9. 12. 1871 v rodinné hrobce světícím biskupem pražské arcidiecéze Karlem Průchou. | Narodily se jí následující děti: - 1. Karolína (1826–1842) - 2. Anna (1827–1828) - 3. Alžběta (1831–1836) - 4. Marie Karolína, provd. Thun-Hohensteinová (1832–1904; pohřbena v hrobce Thun-Hohensteinů v Cholticích) - 5. Ferdinand Bonaventura (1834–1904), 7. kníže - 6. Rudolfína Karolína, provd. Bellegarde (1836–1899; pohřbena v hrobce rodu Bellegarde ve Velkých Heralticích) |
| 15.    | (11.)             | Vilemína Alžběta z Colloredo-Mannsfeldu            | 3. 12. 1871 Heřmanův Městec                     | Vilemína z Waldstein-Wartenbergu 9. 8. 1775 Vídeň – 2. 2. 1849 Choceň                        | 12. 5. 1825 Praha: Rudolf Kinský                                                                                        | Pohřbena 9. 12. 1871 v rodinné hrobce světícím biskupem pražské arcidiecéze Karlem Průchou. | Narodily se jí následující děti: - 1. Karolína (1826–1842) - 2. Anna (1827–1828) - 3. Alžběta (1831–1836) - 4. Marie Karolína, provd. Thun-Hohensteinová (1832–1904; pohřbena v hrobce Thun-Hohensteinů v Cholticích) - 5. Ferdinand Bonaventura (1834–1904), 7. kníže - 6. Rudolfína Karolína, provd. Bellegarde (1836–1899; pohřbena v hrobce rodu Bellegarde ve Velkých Heralticích) |
| 16.    | (11.)             | Marie Czerninová z Chudenic                        | 12. 8. 1806 Praha                               | Wolfgang Maria Czernin z Chudenic 2. 2. 1766 – 21. 12. 1813                                  | 10. 11. 1828 Vídeň: Josef Ervín Kinský                                                                                  | Pohřbena 26. 12. 1872 v Budenicích. | Narodily se jí následující děti: - 1. Rudolf (1829–1848) - 2. Marie Karolína (1830–1861) - 3. Antonie (1832–1834) - 4. Bedřich Karel (1834–1899) - 5. Wolfgang (1836–1885) - 6. Vilemína, provd. Chotková z Chotkova a Vojnína (1838–1886, pohřbena v Chotkovské hrobce ve Valtířově) - 7. František Josef Antonín (1841–1895) |
| 16.    | (11.)             | Marie Czerninová z Chudenic                        | 20. 12. 1872 Kostelec nad Orlicí                | Marie Antonie ze Salm-Neuburgu 16. 4. 1776 Brno – 31. 3. 1840 Vídeň                          | 10. 11. 1828 Vídeň: Josef Ervín Kinský                                                                                  | Pohřbena 26. 12. 1872 v Budenicích. | Narodily se jí následující děti: - 1. Rudolf (1829–1848) - 2. Marie Karolína (1830–1861) - 3. Antonie (1832–1834) - 4. Bedřich Karel (1834–1899) - 5. Wolfgang (1836–1885) - 6. Vilemína, provd. Chotková z Chotkova a Vojnína (1838–1886, pohřbena v Chotkovské hrobce ve Valtířově) - 7. František Josef Antonín (1841–1895) |
| 17.    | 13.               | Alfons Kinský z Vchynic a Tetova                   | 14. 9. 1865 Kostelec nad Orlicí                 | Bedřich Karel Kinský                                                                         | | Pohřben 24. 11. 1877 v knížecí hrobce. | Zemřel ve věku 12 let na diabetes melitus. |
| 17.    | 13.               | Alfons Kinský z Vchynic a Tetova                   | 21. 11. 1877 Kostelec nad Orlicí                | Žofie Mensdorff-Pouilly                                                                      | | Pohřben 24. 11. 1877 v knížecí hrobce. | Zemřel ve věku 12 let na diabetes melitus. |
| 18.    | 13.               | Josef Kinský z Vchynic a Tetova                    | 16. 5. 1878                                     | Bedřich Karel Kinský                                                                         | | Pohřben 26. 2. 1880 v knížecí hrobce. | Zemřel ve věku 2 let na zápal plic. |
| 18.    | 13.               | Josef Kinský z Vchynic a Tetova                    | 23. 2. 1880 Vídeň                               | Žofie Mensdorff-Pouilly                                                                      | | Pohřben 26. 2. 1880 v knížecí hrobce. | Zemřel ve věku 2 let na zápal plic. |
| 19.    | 12.               | Wolfgang Kinský z Vchynic a Tetova                 | 19. 1. 1836 Vídeň                               | Josef Ervín Kinský                                                                           | 15. 5. 1871 Vídeň: Helena z Thurn-Taxisu                                                                                | Pohřben 19. 12. 1885 v knížecí hrobce. | C. k. komoří, skutečný tajný rada, nejvyšší císařský dvorský kuchmistr (1870–1885), nositel velkokříže velkovévodského bádenského řádu, voják spravedlnosti Rytířského řádu Božího hrobu jeruzalémského, čestný rytíř Maltézského řádu. |
| 19.    | 12.               | Wolfgang Kinský z Vchynic a Tetova                 | 14. 12. 1885 Merano                             | Marie Czerninová z Chudenic                                                                  | 15. 5. 1871 Vídeň: Helena z Thurn-Taxisu                                                                                | Pohřben 19. 12. 1885 v knížecí hrobce. | C. k. komoří, skutečný tajný rada, nejvyšší císařský dvorský kuchmistr (1870–1885), nositel velkokříže velkovévodského bádenského řádu, voják spravedlnosti Rytířského řádu Božího hrobu jeruzalémského, čestný rytíř Maltézského řádu. |
| 20.    | 11.               | Rudolf Kinský z Vchynic a Tetova                   | 4. 6. 1815                                      | František Josef Kinský 22. 3. 1784 Vídeň – 17. 11. 1823 Vídeň                                | | | |
| 20.    | 11.               | Rudolf Kinský z Vchynic a Tetova                   | 4. 4. 1889                                      | Tereza Bruntálská z Vrbna 13. 9. 1789 Vídeň – 12. 12. 1874 Vídeň                             | | | |
| 21.    | 14.               | Alžběta Kinská z Vchynic a Tetova                  | 8. 12. 1889 Heřmanův Městec                     | Rudolf Ferdinand Kinský                                                                      | | | |
| 21.    | 14.               | Alžběta Kinská z Vchynic a Tetova                  | 11. 1. 1892 Vídeň                               | Maria Gabriela Wilczek 24. 12. 1858 Paříž – 27. 3. 1938 Kremsegg                             | | | |
| 22.    | 12.               | František Josef Kinský z Vchynic a Tetova          | 5. 9. 1841 Kostelec nad Orlicí                  | Josef Ervín Kinský                                                                           | | Pohřben 15. 10. 1895 v rodinné hrobce v Budenicích pražským arcibiskupem Františkem Schönbornem.                                                                                                 | Zemřel ve věku 54 let na ochrnutí srdce. |
| 22.    | 12.               | František Josef Kinský z Vchynic a Tetova          | 12. 10. 1895 Kostelec nad Orlicí                | Marie Czerninová z Chudenic                                                                  | | Pohřben 15. 10. 1895 v rodinné hrobce v Budenicích pražským arcibiskupem Františkem Schönbornem.                                                                                                 | Zemřel ve věku 54 let na ochrnutí srdce. |
| 23.    | 12.               | Bedřich Karel Kinský z Vchynic a Tetova            | 18. 2. 1834 Vídeň                               | Josef Ervín Kinský                                                                           | 17. 5. 1864 Vídeň: Žofie Mensdorff-Pouilly                                                                              | Pohřben 27. 9. 1899 v rodinné hrobce. | C. k. komoří (1863) a tajný rada (1889), rytmistr v záloze, poslanec Českého zemského sněmu, poslanec rakouské Říšské rady, doživotní člen rakouské Panské sněmovny, majitel statku Kostelec nad Orlicí, Borovnice a Přestavlky (1862–1899). |
| 23.    | 12.               | Bedřich Karel Kinský z Vchynic a Tetova            | 23. 9. 1899 Kostelec nad Orlicí                 | Marie Czerninová z Chudenic                                                                  | 17. 5. 1864 Vídeň: Žofie Mensdorff-Pouilly                                                                              | Pohřben 27. 9. 1899 v rodinné hrobce. | C. k. komoří (1863) a tajný rada (1889), rytmistr v záloze, poslanec Českého zemského sněmu, poslanec rakouské Říšské rady, doživotní člen rakouské Panské sněmovny, majitel statku Kostelec nad Orlicí, Borovnice a Přestavlky (1862–1899). |
| 24.    | (12.)             | Helena z Thurn-Taxisu                              | 16. 5. 1836 Sarospatak                          | Bedřich Hannibal z Thurn-Taxisu 3. 9. 1799 Praha – 17. 1. 1857 Benátky                       | 15. 5. 1871 Vídeň: Wolfgang Kinský                                                                                      | Možná pohřbena ve Zdounkách. | Bezdětná. |
| 24.    | (12.)             | Helena z Thurn-Taxisu                              | 13. 11. 1901 Vídeň                              | Marie Antonie Aurora Batthyányová z Német-Ujvaru 13. 6. 1806 Budín 18. 9. 1881 Ischl         | 15. 5. 1871 Vídeň: Wolfgang Kinský                                                                                      | Možná pohřbena ve Zdounkách. | Bezdětná. |
| 25.    | 12.               | Ferdinand Bonaventura Kinský z Vchynic a Tetova    | 22. 10. 1834 Vídeň                              | Rudolf Kinský                                                                                | 5. 4. 1856 Vídeň: Marie z Liechtensteinu                                                                                | Pohřben 8. 1. 1904 v knížecí hrobce světícím biskupem pražské arcidiecéze Františkem Kráslem. | 7. kníže Kinský (1836–1904), c. k. komoří (1856), tajný rada (1863), rytmistr, rytíř Řádu zlatého rouna (1873), majitel knížecího majorátu Choceň, Česká Kamenice, Zlonice, Heřmanův Městec a Horažďovice. Zemřel na zánět plic. |
| 25.    | 12.               | Ferdinand Bonaventura Kinský z Vchynic a Tetova    | 2. 1. 1904 Heřmanův Městec                      | Vilemína Alžběta z Colloredo-Mannsfeldu                                                      | 5. 4. 1856 Vídeň: Marie z Liechtensteinu                                                                                | Pohřben 8. 1. 1904 v knížecí hrobce světícím biskupem pražské arcidiecéze Františkem Kráslem. | 7. kníže Kinský (1836–1904), c. k. komoří (1856), tajný rada (1863), rytmistr, rytíř Řádu zlatého rouna (1873), majitel knížecího majorátu Choceň, Česká Kamenice, Zlonice, Heřmanův Městec a Horažďovice. Zemřel na zánět plic. |
| 26.    | (12.)             | Marie z Liechtensteinu                             | 19. 9. 1835 Vídeň                               | Karel František z Liechtensteinu 23.10. 1790 Vídeň – 7. 4. 1865 Vídeň                        | 5. 4. 1856 Vídeň: Ferdinand Bonaventura Kinský                                                                          | | Dáma Řádu hvězdového kříže (1857) a palácová dáma, nositelka řádu Alžběty 1. třídy (1898). Narodily se jí následující děti: - 1. Vilemína, provd. Auerspergová (1857–1909) - 2. Karel (1858–1919; 8. kníže) - 3. Rudolf Ferdinand (1859–1930), 9. kníže - 4. Franziska, provd. Montenuovo (1861–1935) - 5. Elisabeth, provd. Wilczeková (1865–1941) - 6. Ferdinand Vincenc (1866–1916) - 7. Marie Clothilde, provd. Czerninová (1878–1945) |
| 26.    | (12.)             | Marie z Liechtensteinu                             | 11. 6. 1905 Vinoř                               | Františka Bruntálská z Vrbna 8. 12. 1799 Vídeň – 6. 7. 1863 Dornau                           | 5. 4. 1856 Vídeň: Ferdinand Bonaventura Kinský                                                                          | | Dáma Řádu hvězdového kříže (1857) a palácová dáma, nositelka řádu Alžběty 1. třídy (1898). Narodily se jí následující děti: - 1. Vilemína, provd. Auerspergová (1857–1909) - 2. Karel (1858–1919; 8. kníže) - 3. Rudolf Ferdinand (1859–1930), 9. kníže - 4. Franziska, provd. Montenuovo (1861–1935) - 5. Elisabeth, provd. Wilczeková (1865–1941) - 6. Ferdinand Vincenc (1866–1916) - 7. Marie Clothilde, provd. Czerninová (1878–1945) |
| 27.    | (12.)             | Žofie Mensdorff-Pouilly                            | 30. 7. 1845 Boskovice nebo Vídeň                | Alfons Bedřich Mensdorff-Pouilly 25. 1. 1810 Coburg – 10. 2. 1894 Boskovice                  | 17. 5. 1864 Vídeň: Bedřich Karel Kinský                                                                                 | Pohřbena 15. 3. 1909 v rodinné hrobce pražským arcibiskupem Lvem Skrbenským z Hříště. | Dáma Řádu hvězdového kříže (1865) a palácová dáma. Zemřela ve věku 63 let na diabetes melitus. Narodily se jí následující děti: - 1. Alfons (1865–1877) - 2. Marie Terezie, provd. Schwarzenbergová (1866–1889; pohřbena ve Schwarzenberské hrobce v Orlíku nad Vltavou) - 3. Terezie, provd. Clary-Aldringenová (1867–1943) - 4. Vilemína, provd. Henckel-Donnersmarcková (1869–1943) - 5. Marie Josefína, provd. Löwenstein-Wertheim-Rosenbergová (1874–1946) - 6. Josef (1878–1880) - 7. Maria František Josef (1879–1975) |
| 27.    | (12.)             | Žofie Mensdorff-Pouilly                            | 10. 3. 1909 Kostelec nad Orlicí                 | Terezie Rosa z Dietrichstein-Proskau-Leslie 31. 8. 1823 Vídeň – 29. 12. 1856 Boskovice       | 17. 5. 1864 Vídeň: Bedřich Karel Kinský                                                                                 | Pohřbena 15. 3. 1909 v rodinné hrobce pražským arcibiskupem Lvem Skrbenským z Hříště. | Dáma Řádu hvězdového kříže (1865) a palácová dáma. Zemřela ve věku 63 let na diabetes melitus. Narodily se jí následující děti: - 1. Alfons (1865–1877) - 2. Marie Terezie, provd. Schwarzenbergová (1866–1889; pohřbena ve Schwarzenberské hrobce v Orlíku nad Vltavou) - 3. Terezie, provd. Clary-Aldringenová (1867–1943) - 4. Vilemína, provd. Henckel-Donnersmarcková (1869–1943) - 5. Marie Josefína, provd. Löwenstein-Wertheim-Rosenbergová (1874–1946) - 6. Josef (1878–1880) - 7. Maria František Josef (1879–1975) |
| 28.    | (13.)             | Alžběta Wolff-Metternich zur Gracht                | 19. 11. 1874 Münster                            | Konrád Wolff-Metternich zur Gracht                                                           | 7. 1. 1895 Herdringen: Karel Kinský                                                                                     | | Dáma Řádu hvězdového kříže (1895) a palácová dáma. Bezdětná. |
| 28.    | (13.)             | Alžběta Wolff-Metternich zur Gracht                | 20. 3. 1909 Luxor                               | Ferdinandina z Fürstenbergu                                                                  | 7. 1. 1895 Herdringen: Karel Kinský                                                                                     | | Dáma Řádu hvězdového kříže (1895) a palácová dáma. Bezdětná. |
| 29.    | 13.               | Ferdinand Vincenc Kinský z Vchynic a Tetova        | 8. 9. 1866 Dornau                               | Ferdinand Bonaventura Kinský                                                                 | 14. 7. 1892 Praha: Aglaja z Auerspergu                                                                                  | | C. k. komoří (1884), tajný rada (1907), nejvyšší štolba císařského dvora (1909–1916), podplukovník dragounů, rytíř Řádu železné koruny 3. třídy (1898), rytíř Leopoldova řádu (1906), nositel velkokříže Řádu Františka Josefa (1908), nositel velkokříže Leopoldova řádu (1912), rytíř Řádu zlatého rouna (1915), majitel velkostatků Horažďovice a Moravský Krumlov. |
| 29.    | 13.               | Ferdinand Vincenc Kinský z Vchynic a Tetova        | 3. 2. 1916 Vídeň                                | Marie z Liechtensteinu                                                                       | 14. 7. 1892 Praha: Aglaja z Auerspergu                                                                                  | | C. k. komoří (1884), tajný rada (1907), nejvyšší štolba císařského dvora (1909–1916), podplukovník dragounů, rytíř Řádu železné koruny 3. třídy (1898), rytíř Leopoldova řádu (1906), nositel velkokříže Řádu Františka Josefa (1908), nositel velkokříže Leopoldova řádu (1912), rytíř Řádu zlatého rouna (1915), majitel velkostatků Horažďovice a Moravský Krumlov. |
| 30.    | (13.)             | Aglaja z Auerspergu                                | 28. 3. 1868 Teplice                             | Adolf z Auerspergu 21. 7. 1821 Vlašim – 5. 1. 1885 zámek Goldegg                             | 14. 7. 1892 Praha: Ferdinand Vincenc Kinský                                                                             | Pohřbena 15. 5. 1919 v rodinné hrobce. | Dáma Řádu hvězdového kříže (1895) a palácová dáma. Zemřela ve věku 51 let na exsudát pobřišnice. Narodily se jí následující děti: - 1. Ulrich Ferdinand (1893–1938), 10. kníže - 2. Ernestine Antonia, provd. von Spee (1895–1969) - 3. Marie Valerie, provd. Buquoy-Longueval (1896–1963) - 4. Rudolf Anton (1898–1965) - 5. Marie Johanna, provd. Waldstein-Wartenberg (1900–1976) - 6. Johanna, provd. Trauttmansdorff-Weinsberg (1902–1964; pohřbena na hřbitově ve Vídni-Hietzingu) - 7. Ferdinand Carl (1907–1969) |
| 30.    | (13.)             | Aglaja z Auerspergu                                | 10. 5. 1919 Moravský Krumlov                    | Johana Festetics de Tolna 15. 6. 1830 Tolna – 9. 3. 1884 Vídeň                               | 14. 7. 1892 Praha: Ferdinand Vincenc Kinský                                                                             | Pohřbena 15. 5. 1919 v rodinné hrobce. | Dáma Řádu hvězdového kříže (1895) a palácová dáma. Zemřela ve věku 51 let na exsudát pobřišnice. Narodily se jí následující děti: - 1. Ulrich Ferdinand (1893–1938), 10. kníže - 2. Ernestine Antonia, provd. von Spee (1895–1969) - 3. Marie Valerie, provd. Buquoy-Longueval (1896–1963) - 4. Rudolf Anton (1898–1965) - 5. Marie Johanna, provd. Waldstein-Wartenberg (1900–1976) - 6. Johanna, provd. Trauttmansdorff-Weinsberg (1902–1964; pohřbena na hřbitově ve Vídni-Hietzingu) - 7. Ferdinand Carl (1907–1969) |
| 31.    | 13.               | Karel Kinský z Vchynic a Tetova                    | 29. 11. 1858 Vídeň                              | Ferdinand Bonaventura Kinský                                                                 | 7. 1. 1895 Herdringen: Alžběta Wolff-Metternich zur Gracht                                                              | | 8. kníže Kinský (1904–1919), c. k. komoří (1883), tajný rada (1904), diplomat, rytíř Leopoldova řádu (1893), rytíř Řádu zlatého rouna (1907), majitel majorátních statků Choceň, Česká Kamenice, Zlonice, Heřmanův Městec, vítěz Velké liverpoolské steaplechase. |
| 31.    | 13.               | Karel Kinský z Vchynic a Tetova                    | 10. 12. 1919 Vídeň                              | Marie z Liechtensteinu                                                                       | 7. 1. 1895 Herdringen: Alžběta Wolff-Metternich zur Gracht                                                              | | 8. kníže Kinský (1904–1919), c. k. komoří (1883), tajný rada (1904), diplomat, rytíř Leopoldova řádu (1893), rytíř Řádu zlatého rouna (1907), majitel majorátních statků Choceň, Česká Kamenice, Zlonice, Heřmanův Městec, vítěz Velké liverpoolské steaplechase. |
| 32.    | 15.               | Ulrich (Oldřich) Kinský z Vchynic a Tetova         | 9. 12. 1918 Moravský Krumlov                    | Ulrich Ferdinand (Oldřich Ferdinand) Kinský                                                  | | | |
| 32.    | 15.               | Ulrich (Oldřich) Kinský z Vchynic a Tetova         | 28. 8. 1929 Praha                               | Katalin Széchényi de Sárvár-Felsövidék 9. 12. 1893 Somogyvár – 25. 4. 1968 Milán             | | | |
| 33.    | 13.               | Rudolf Ferdinand Kinský z Vchynic a Tetova         | 11. 12. 1859 Heřmanův Městec                    | Ferdinand Bonaventura Kinský                                                                 | 20. 9. 1881 Vídeň: Marie Gabriela Wilczek 24. 12. 1858 Paříž – 27. 3. 1938 Kremsegg                                     | Pohřben 17. 3. 1930 v rodinné hrobce. | 9. kníže Kinský (1919–1930; už v roce 1925 se vzdal majorátu a knížecího titulu), c. k. komoří (1884), major v záloze (dříve major dragounského regimentu č. 1, čestný rytíř Maltézského řádu, majitel statků Choceň, Česká Kamenice, Zlonice, Heřmanův Městec, Lysá nad Labem a Benátky nad Jizerou v Čechách a Freistadt, Freiwald a Harrachstal v Horních Rakousích. Narodily se mu následující děti: - 1. Marie Gabrielle, provd. Thurn und Taxis (1883–1970) - 2. Maria Anna, provd. Czerninová (1885–1952) - 3. Emma (1888–1957; pohřbena na hřbitově v Sandlu) - 4. Elisabeth (1889–1892) - 5. Wilhelmine, provd. Czerninová (1891–1971) - 6. Rosa (1896–1936; pohřbena na hřbitově v Sandlu) - 7. Therese (1902–1973; pohřbena na hřbitově v Sandlu) Manželka Marie byla pohřbena na hřbitově v Sandlu v Horních Rakousích. |
| 33.    | 13.               | Rudolf Ferdinand Kinský z Vchynic a Tetova         | 13. 3. 1930 Lysá nad Labem                      | Marie z Liechtensteinu                                                                       | 20. 9. 1881 Vídeň: Marie Gabriela Wilczek 24. 12. 1858 Paříž – 27. 3. 1938 Kremsegg                                     | Pohřben 17. 3. 1930 v rodinné hrobce. | 9. kníže Kinský (1919–1930; už v roce 1925 se vzdal majorátu a knížecího titulu), c. k. komoří (1884), major v záloze (dříve major dragounského regimentu č. 1, čestný rytíř Maltézského řádu, majitel statků Choceň, Česká Kamenice, Zlonice, Heřmanův Městec, Lysá nad Labem a Benátky nad Jizerou v Čechách a Freistadt, Freiwald a Harrachstal v Horních Rakousích. Narodily se mu následující děti: - 1. Marie Gabrielle, provd. Thurn und Taxis (1883–1970) - 2. Maria Anna, provd. Czerninová (1885–1952) - 3. Emma (1888–1957; pohřbena na hřbitově v Sandlu) - 4. Elisabeth (1889–1892) - 5. Wilhelmine, provd. Czerninová (1891–1971) - 6. Rosa (1896–1936; pohřbena na hřbitově v Sandlu) - 7. Therese (1902–1973; pohřbena na hřbitově v Sandlu) Manželka Marie byla pohřbena na hřbitově v Sandlu v Horních Rakousích. |
| 34.    | 14.               | Ulrich Ferdinand (Oldřich Ferdinand) Kinský        | 15. 8. 1893 Choceň                              | Ferdinand Vincenc Kinský                                                                     | 19. 1. 1918 Budapešť (rozvedeni 1930): Katalin Széchényi de Sárvár-Felsövidék 9. 12. 1893 Somogyvár – 25. 4. 1968 Milán | | 10. kníže Kinský (1930–1938), c. k. nadporučík v záloze, čestný rytíř Maltézského řádu, majitel statků Choceň, Česká Kamenice, Zlonice a Heřmanův Městec. Je mu připisována spolupráce s nacisty. Z prvního manželství se narodily děti: - 1. Ulrich (1918–1929) - 2. Maria Hosanna, provd. Pallaviciniová, poté Tagliaferriová a nakonec Sagramosová (1924–1960) - 3. Charlotte Elisabeth, provd. Manakoffová (1927–?) |
| 34.    | 14.               | Ulrich Ferdinand (Oldřich Ferdinand) Kinský        | 19. 12. 1938 Vídeň                              | Aglaja z Auerspergu                                                                          | 10. 3. 1932 Mnichov: Mathilde, rozená z Bussche-Haddenhausenu                                                           | | 10. kníže Kinský (1930–1938), c. k. nadporučík v záloze, čestný rytíř Maltézského řádu, majitel statků Choceň, Česká Kamenice, Zlonice a Heřmanův Městec. Je mu připisována spolupráce s nacisty. Z prvního manželství se narodily děti: - 1. Ulrich (1918–1929) - 2. Maria Hosanna, provd. Pallaviciniová, poté Tagliaferriová a nakonec Sagramosová (1924–1960) - 3. Charlotte Elisabeth, provd. Manakoffová (1927–?) |
| 35.    | (13.)             | Marie Pauline (Paula) z Bellegarde                 | 13. 12. 1888 Maribor                            | August Maria z Bellegarde 26. 5. 1858 (Vídeň-)Hacking – 24. 2. 1929 Velké Heraltice          | 19. 5. 1908 Vídeň: František Josef Kinský                                                                               | | Dáma Řádu hvězdového kříže (1908) a palácová dáma. Narodily se jí následující děti: - 1. Marie Žofie, provd. von Galen (1909–1992) - 2. Bedřich karel (1911–1999) - 3. Alfons (1912–1998) - 4. Josef (1913–2011) - 5. František Antonín (1915–1993) |
| 35.    | (13.)             | Marie Pauline (Paula) z Bellegarde                 | 30. 7. 1953 Kostelec nad Orlicí                 | Henrietta z Larisch-Moennichu 1867–1892                                                      | 19. 5. 1908 Vídeň: František Josef Kinský                                                                               | | Dáma Řádu hvězdového kříže (1908) a palácová dáma. Narodily se jí následující děti: - 1. Marie Žofie, provd. von Galen (1909–1992) - 2. Bedřich karel (1911–1999) - 3. Alfons (1912–1998) - 4. Josef (1913–2011) - 5. František Antonín (1915–1993) |
| 36.    | (14.)             | Mathilde (Matylda), rozená z Bussche-Haddenhausenu | 24. 5. 1900 Káhira                              | Hilmar z Bussche-Haddenhausenu                                                               | ? (rovz. 1928) Walther Mumm von Schwarzenstein † 1959                                                                   | | V druhém manželství se jí narodily následující děti, dívky byly dvojčata: - 1. Eleonore, provd. Daireaux (1932–1983) - 2. Aglaë (1932–1991) - 3. Franz Ulrich (1936–2009; pohřben v Argentině), 11. kníže (1938–2009) |
| 36.    | (14.)             | Mathilde (Matylda), rozená z Bussche-Haddenhausenu | 11. 3. 1974 Buenos Aires                        | Marie Martinez de Hoz 1875–1957                                                              | 10. 3. 1932 Mnichov: Ulrich Ferdinand Kinský                                                                            | | V druhém manželství se jí narodily následující děti, dívky byly dvojčata: - 1. Eleonore, provd. Daireaux (1932–1983) - 2. Aglaë (1932–1991) - 3. Franz Ulrich (1936–2009; pohřben v Argentině), 11. kníže (1938–2009) |
| 37.    | 13.               | František Josef Kinský                             | 11. 5. 1879 Kostelec nad Orlicí                 | Bedřich Karel Kinský                                                                         | 19. 5. 1908 Vídeň: Marie Pauline Bellegarde                                                                             | Smuteční obřad proběhl za přítomnosti agentů StB. | C. k. komoří (1907), rytmistr v záloze, majitel statku Kostelec nad Orlicí (1899–1948, zámek s parkem byl znárodně v roce 1949). Signatář všech tří deklarací české šlechty v letech 1938 a 1939. |
| 37.    | 13.               | František Josef Kinský                             | 1. 9. 1975 Kostelec nad Orlicí                  | Žofie Mensdorff-Pouilly 30. 7. 1845 Vídeň – 10. 3. 1909 Kostelec nad Orlicí                  | 19. 5. 1908 Vídeň: Marie Pauline Bellegarde                                                                             | Smuteční obřad proběhl za přítomnosti agentů StB. | C. k. komoří (1907), rytmistr v záloze, majitel statku Kostelec nad Orlicí (1899–1948, zámek s parkem byl znárodně v roce 1949). Signatář všech tří deklarací české šlechty v letech 1938 a 1939. |
| 38.    | 14.               | František Antonín Kinský                           | 15. 3. 1915 Kostelec nad Orlicí                 | František Josef Kinský                                                                       | | | |
| 38.    | 14.               | František Antonín Kinský                           | 16. 12. 1993 Charleston, USA                    | Marie Pauline Bellegarde                                                                     | | | |
| 39.    | 14.               | Josef Kinský                                       | 19. 11. 1913 Kostelec nad Orlicí                | František Josef Kinský                                                                       | 13. 3. 1947 Trenčín: Bernadetta Kinská, rozená Merveldt                                                                 | Slavnostní requiem se konalo 23. 3. 2011 ve farním kostele sv. Jiří v Kostelci nad Orlicí. Ostatky byly uloženy do rodinné hrobky následující den.                                               | |
| 39.    | 14.               | Josef Kinský                                       | 14. 3. 2011 Kostelec nad Orlicí                 | Marie Pauline Bellegarde                                                                     | 13. 3. 1947 Trenčín: Bernadetta Kinská, rozená Merveldt                                                                 | Slavnostní requiem se konalo 23. 3. 2011 ve farním kostele sv. Jiří v Kostelci nad Orlicí. Ostatky byly uloženy do rodinné hrobky následující den.                                               | |
| 40.    | 15.               | Antonín Kinský                                     | 8. 11. 1955 Praha                               | Josef Kinský                                                                                 | | | Restauratér, známý především díky vedlejší roli ve filmu Zapomenuté světlo (1996, režie Vladimír Michálek). |
| 40.    | 15.               | Antonín Kinský                                     | 28. 5. 2012 Praha                               | Bernadetta Kinská, rozená Merveldt                                                           | | | Restauratér, známý především díky vedlejší roli ve filmu Zapomenuté světlo (1996, režie Vladimír Michálek). |
| 41.    | (14.)             | Bernadetta Kinská, rozená Merveldt                 | 29. 12. 1922 Lázně Bělohrad                     | Bernhard Merveldt                                                                            | 13. 3. 1947 Trenčín: Josef Kinský                                                                                       | Smuteční requiem se uskutečnilo 27. února 2016 ve farním kostele sv. Jiří v Kostelci nad Orlicí. Uložení do hrobky 28. února se zúčastnilo přibližně dvacet osob, mezi nimi Karel Schwarzenberg. | Narodili se jí následující synové: - 1. František Kinský (* 1947) - 2. Antonín Kinský (1955–2012) |
| 41.    | (14.)             | Bernadetta Kinská, rozená Merveldt                 | 14. 2. 2016 Kostelec nad Orlicí                 | Sophie Mensdorff-Pouilly                                                                     | 13. 3. 1947 Trenčín: Josef Kinský                                                                                       | Smuteční requiem se uskutečnilo 27. února 2016 ve farním kostele sv. Jiří v Kostelci nad Orlicí. Uložení do hrobky 28. února se zúčastnilo přibližně dvacet osob, mezi nimi Karel Schwarzenberg. | Narodili se jí následující synové: - 1. František Kinský (* 1947) - 2. Antonín Kinský (1955–2012) |